# The Allman Brothers Band
The Allman Brothers Band var ett amerikanskt rock- och blues-band som bildades 1969 i Macon, Georgia. Gruppen hade sin storhetstid under det tidiga 1970-talet och var då en av de mest inflytelserika inom den framväxande subgenren sydstatsrock. Det fiktiva rockbandet Stillwater i filmen Almost Famous är baserade på dem.

## Historia
Ursprungligen bestod gruppen av bröderna Duane Allman (gitarr) och Gregg Allman (sång, klaviatur), Dickey Betts (gitarr), Berry Oakley (elbas), och Jai Johanny Johanson och Butch Trucks på trummor. De riktiga bröderna Allman intresserade sig tidigt för musik och hade innan detta varit med i the Escorts, ett garagerock-band inspirerat av brittiska musiker. Efter det var de även med i the Allman Joys och the Hour Glass. Sistnämnda grupp hade gjort två misslyckade albumsläpp och då förlorat sitt skivkontrakt. Kort efter detta tog Duane Allman initiativ till gruppens formande.
Samma år, (1969) släppte de sitt första album, självbetitlade The Allman Brothers Band, som inte blev någon större försäljningssuccé trots lovord från kritiker. Nästa album Idlewild South ökade på den lilla kultstatus bandet fått med föregångaren. Albumet inbringade också mer pengar än det förra. 1971 släppte man livealbumet At Fillmore East, som räknas som ett av rockhistoriens bästa livealbum. Fjorton dagar efter detta omkom Duane Allman i en trafikolycka. Han blev påkörd av en lastbil då han färdades på en motorcykel.
Dickey Betts tog över Duanes plats för slutförandet av albumet Eat a Peach, senare togs Duanes plats över av pianisten Chuck Leavell. Inte långt efter albumsläppet dog även Berry Oakley i en motorcykelolycka, inte långt ifrån platsen där Duane Allman dött. Oakley ersattes av Lamar Williams inför nästa album, Brothers and Sisters. Albumet markerade en vändning i deras musik, mera åt countryhållet. Detta berodde främst på Dickey Betts ökade inflytande på gruppen, och att kontakten med producenten Tom Dowd brutits. På detta album finns flera av gruppen mest kända låtar, exempelvis "Ramblin' Man" och den instrumentella "Jessica".
Andra band inom sydstatsrock-stilen, som Lynyrd Skynyrd, hade nu lyckats slå sig fram på grund av Allmans framgångar. År 1974 började dock bandet spricka isär. Gregg Allman och Dickey Betts satsade på egna karriärer, och drogmissbruk var också en bidragande orsak till att bandet upplöstes 1976 efter två taffliga skivsläpp. På vissa låtar var inte ens alla medlemmar närvarande.
1978 återförenades bandet. Dan Toler ersatte Chuck Leavell på gitarr. Både Leavell och Lamar Williams var inte pigga på att gå med i bandet igen. Gruppens storhetstid var dock förbi, och albumen man släppte blev inga framgångar. Under 1980-talet släpptes sedan album som inte hade något att göra med den tidigare kraftfulla sydstatsrocken.
1989 kom man överens om att släppa en samlingsbox med fyra cd-skivor som innehöll hela Allman Brothers Bands karriär. Nu var bandet igång igen och släppte i början på 1990-talet de kritikerrosade albumen Shades of Two Worlds (1991) och Where It All Begins (1994). År 1995 blev de invalda i Rock and Roll Hall of Fame. På Seven Turns började Warren Haynes i gruppen. 1999 blev Butch Trucks brorson Derek Trucks permanent medlem som gitarrist i gruppen efter att ha spelat i bandet en tid. Vad som kom att bli deras sista studioalbum, Hittin' the Note,  släpptes 2003. Allman Brothers Band kom sedan att ge många konserter under 2000-talet och 2010-talets första år.
Gruppen var aktiv fram till 2014. De höll en sista avskedskonsert den 28 oktober 2014 på Beacon Theatre i New York. Den sista låten de spelade var Muddy Waters "Trouble No More". Både Gregg Allman och Butch Trucks avled 2017.

## Bilder

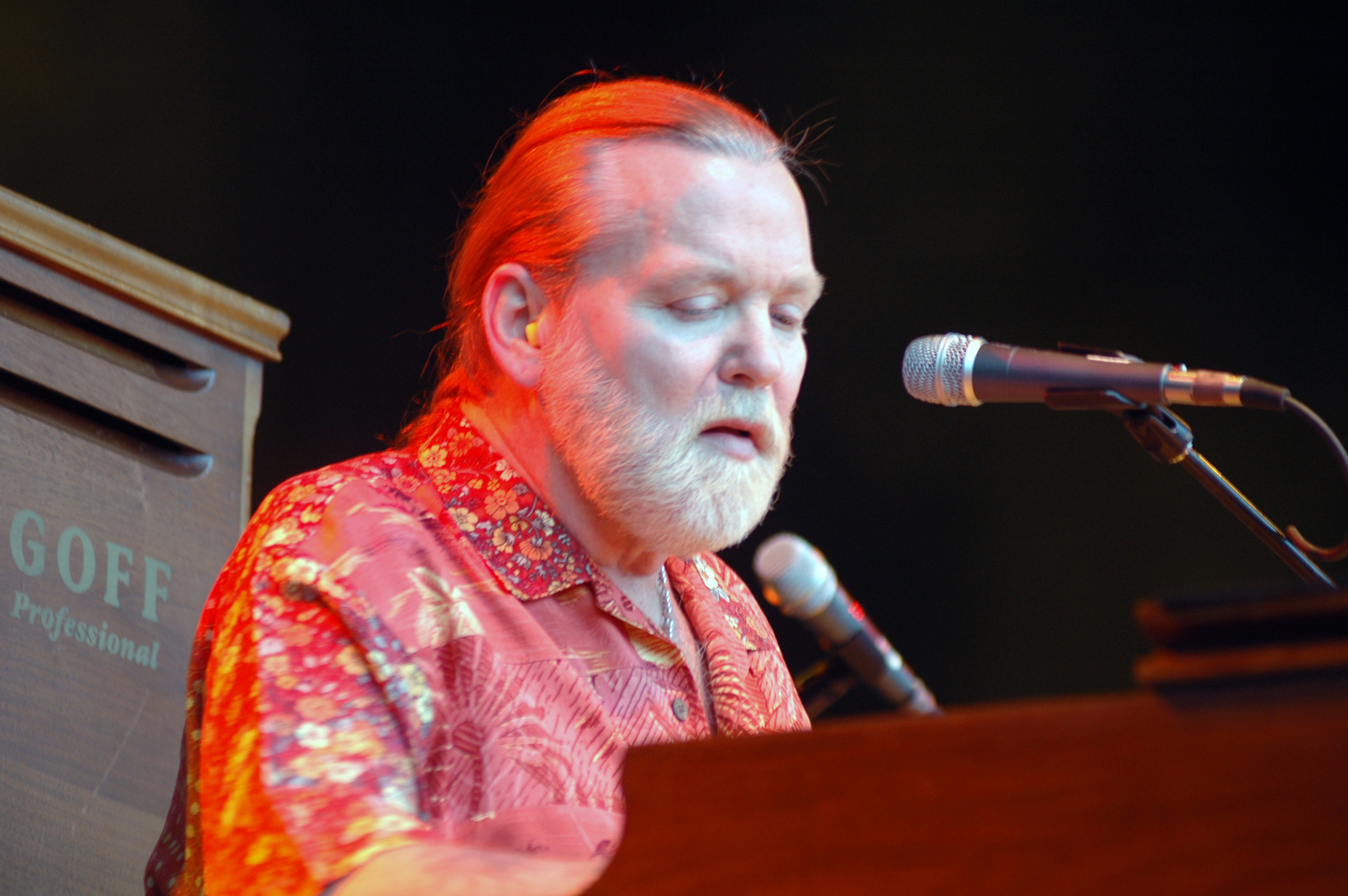
Gregg Allman
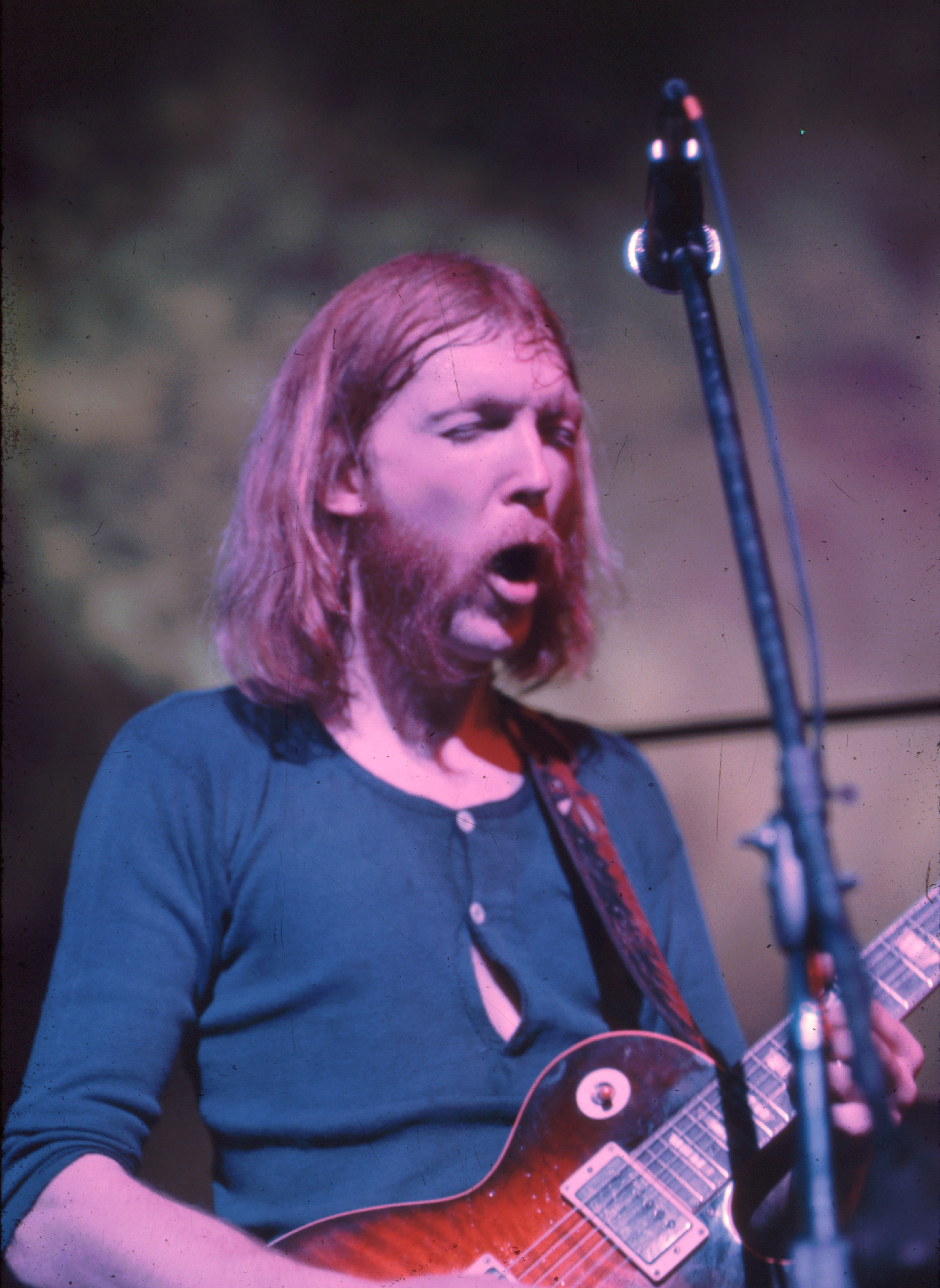
Duane Allman
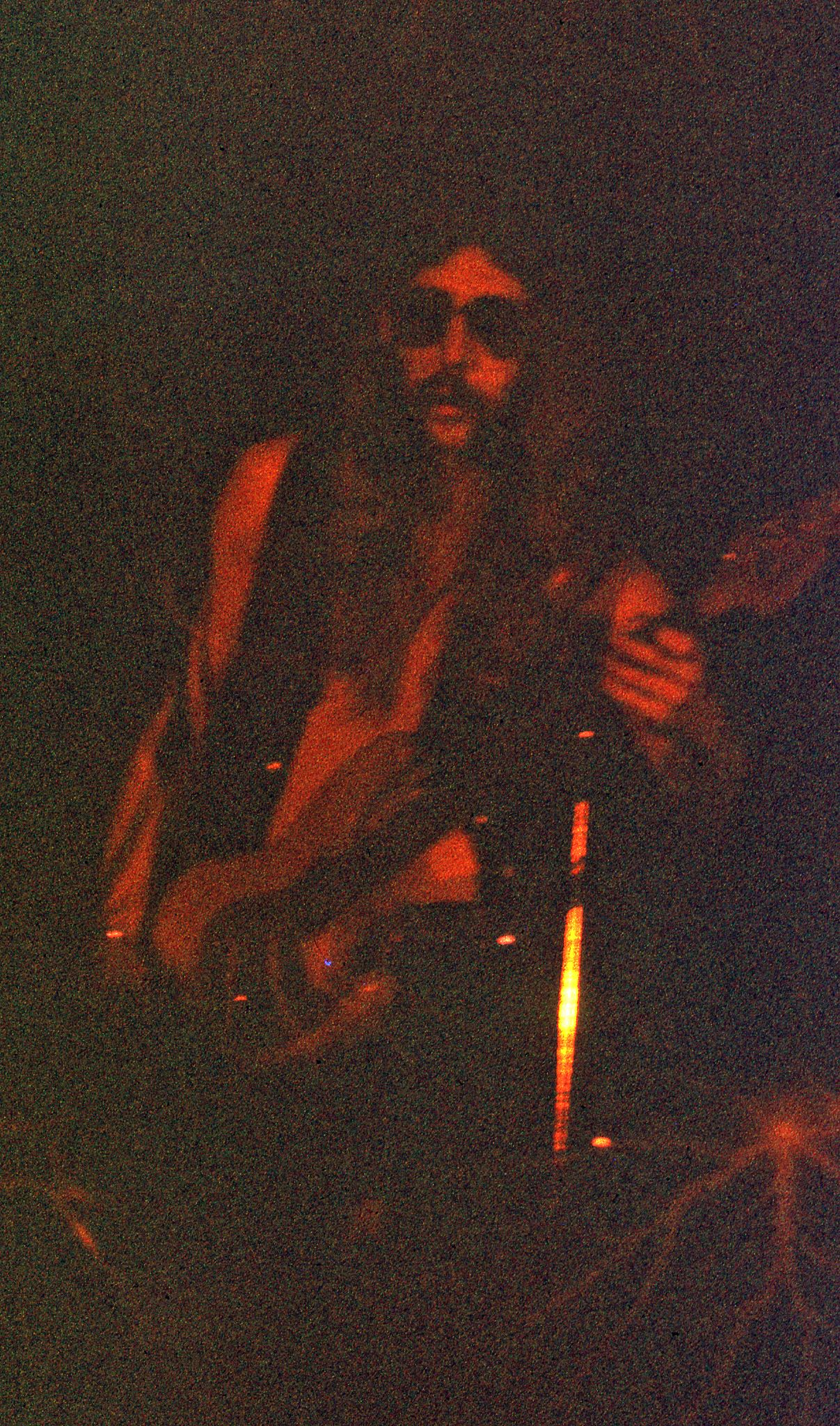
Berry Oakley
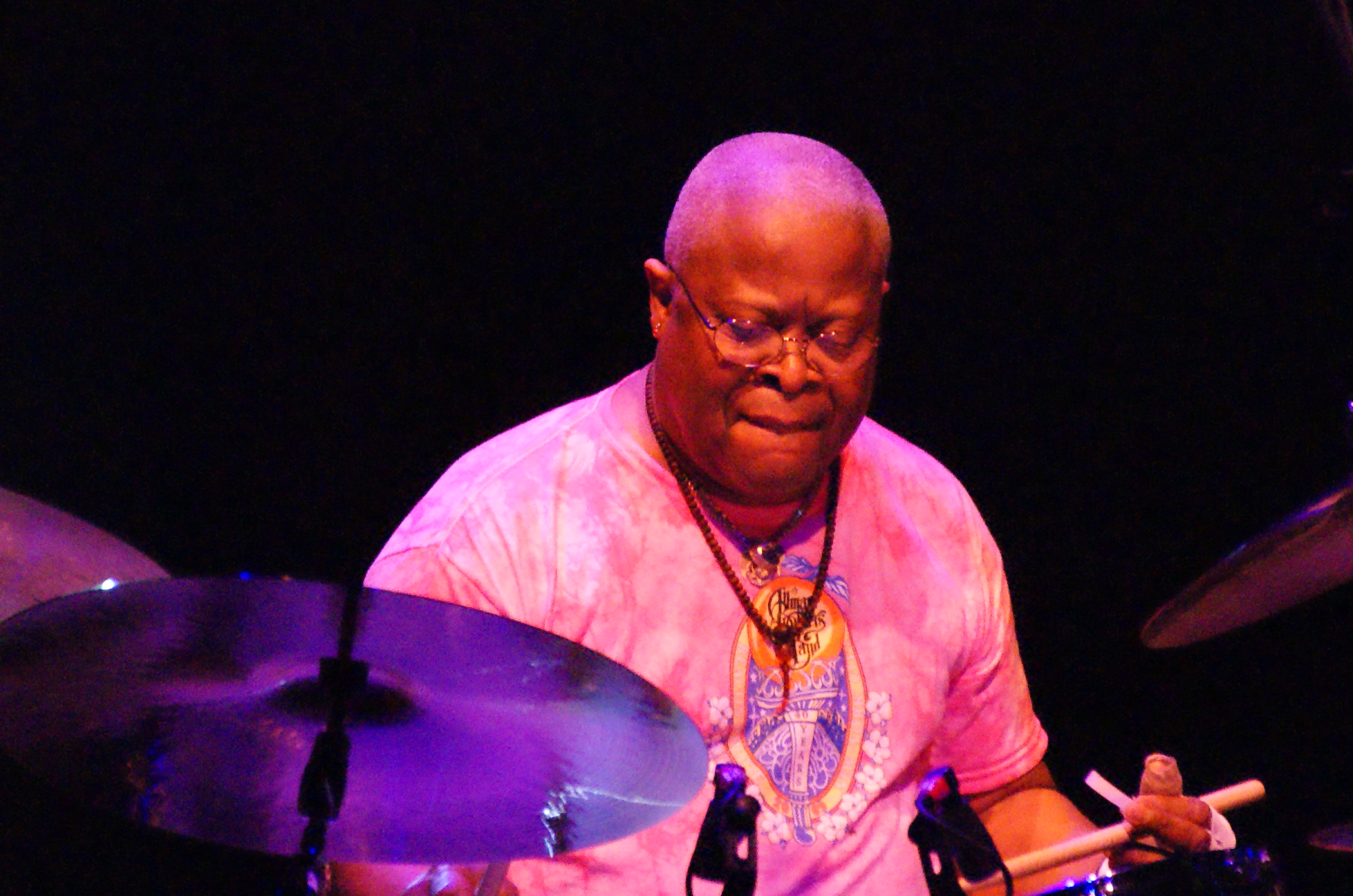
Jai Johanny Johanson
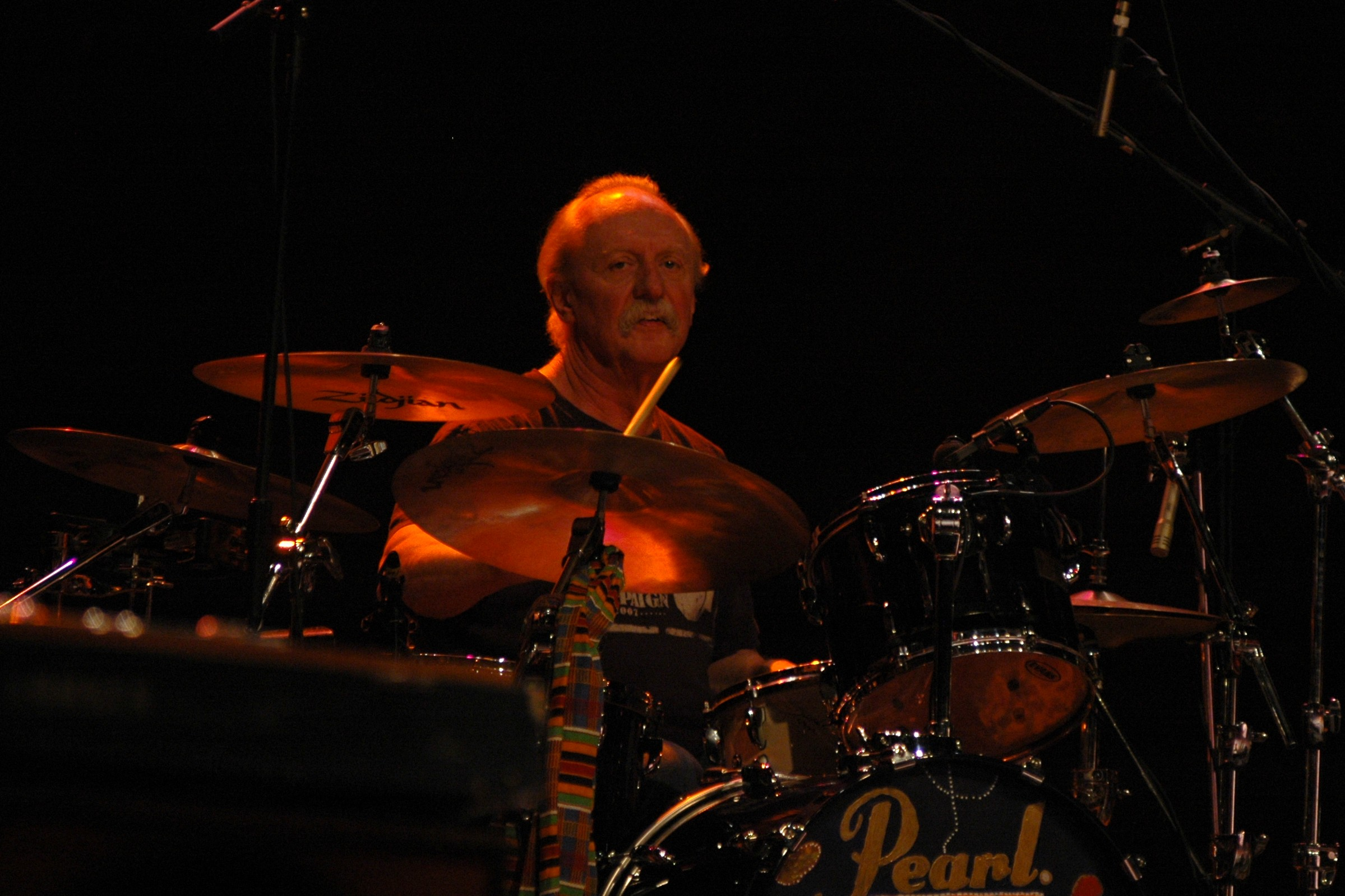
Butch Trucks
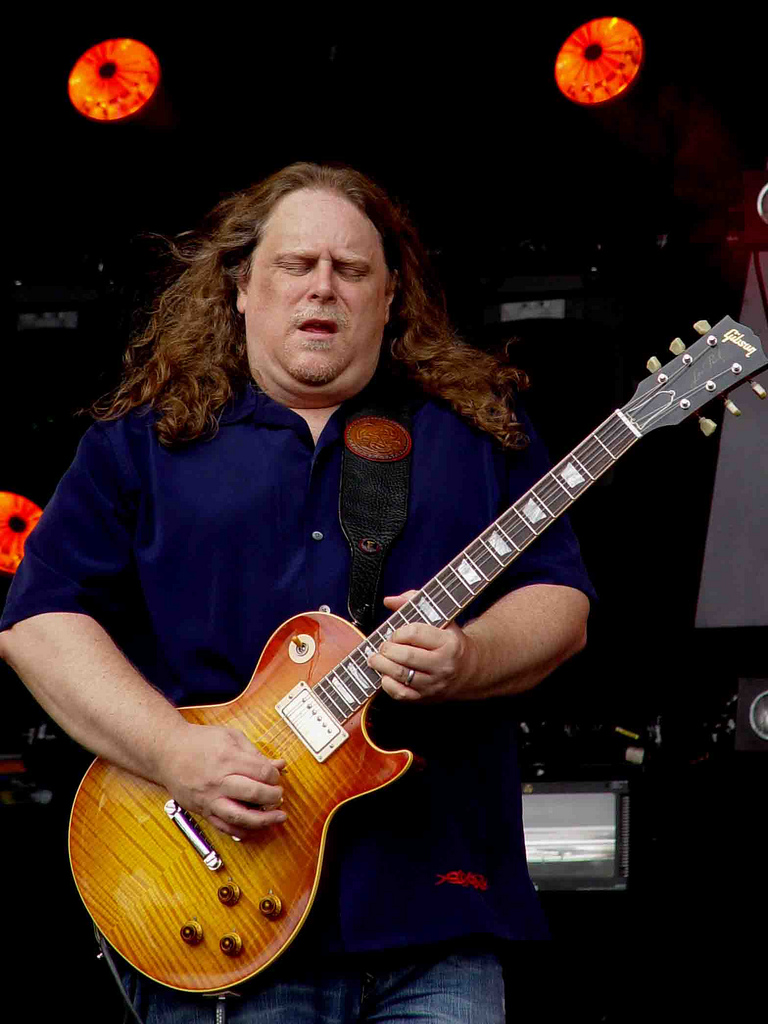
Warren Haynes
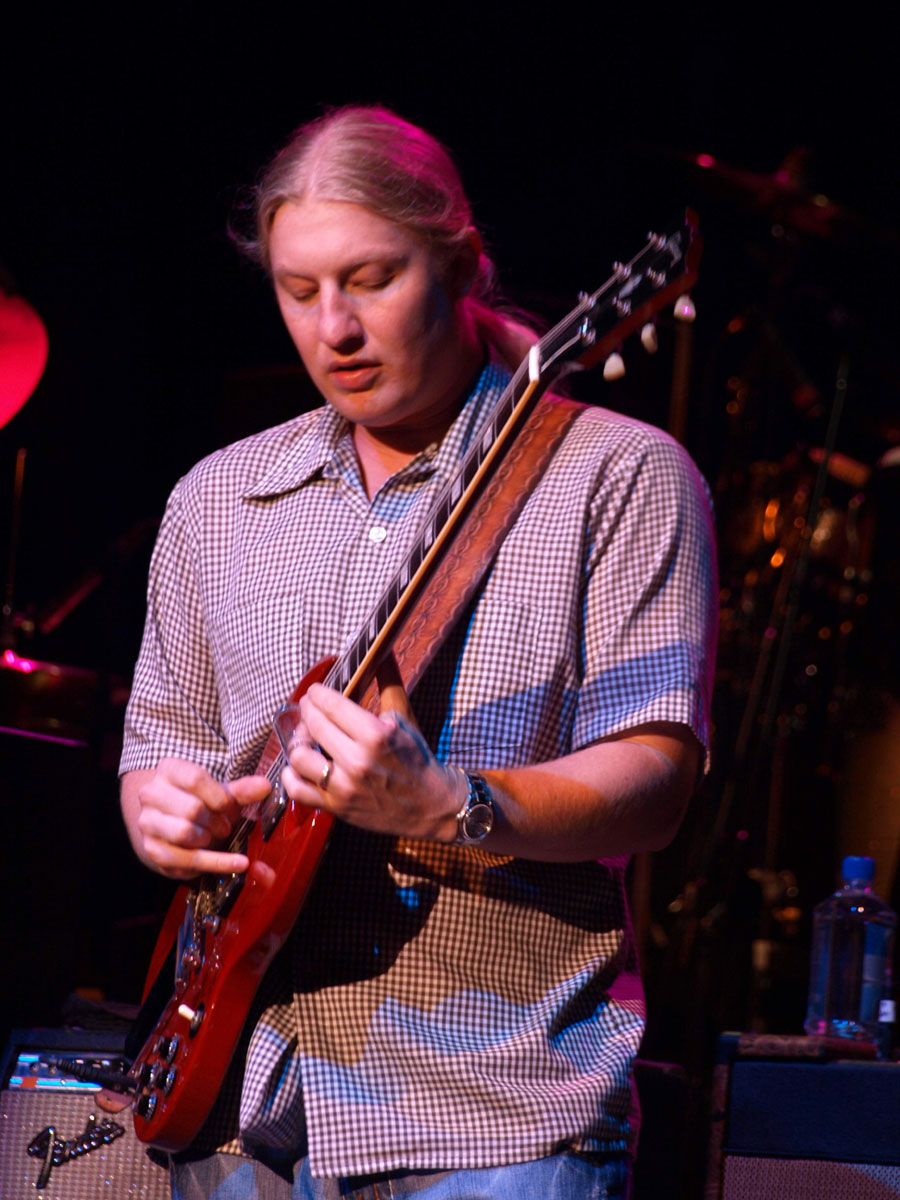
Derek Trucks

## Diskografi
- 1969 – The Allman Brothers Band
- 1970 – Idlewild South
- 1971 – At Fillmore East (live)
- 1972 – Eat a Peach
- 1973 – Brothers and Sisters
- 1973 – Beginnings
- 1975 – Win, Lose or Draw
- 1976 – Wipe the Windows, Check the Oil, Dollar Gas
- 1979 – Enlightened Rogues
- 1980 – Reach for the Sky
- 1981 – Brothers of the Road
- 1990 – Seven Turns
- 1991 – Shades of Two Worlds
- 1991 – Live at Ludlow Garage: 1970
- 1992 – An Evening With the Allman Brothers Band: First Set (live)
- 1994 – Where It All Begins
- 1995 – An Evening With the Allman Brothers Band: 2nd Set (live)
- 2000 – Peakin' at the Beacon (live)
- 2003 – Hittin' the Note
- 2004 – One Way Out (live)